# 에른스트 엥겔

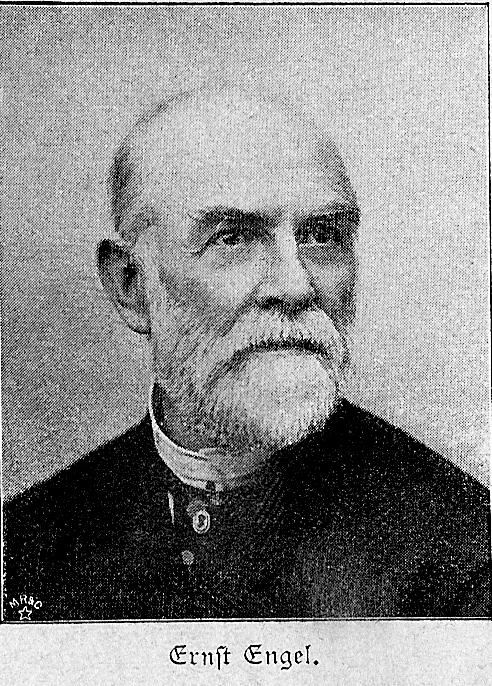

에른스트 엥겔 (Ernst Engel, 1821년 3월 26일 ~ 1896년 12월 8일) 은 독일의 통계학자이다. 드레스덴에서 출생하였으며 처음에는 채은 야금학을 공부하였다. 1846년 브뤼셀에서 통계학자 퀘틀레를 만나고 통계학 연구를 결심하였다. 1850년 작센 왕국 통계 국장, 1860년 프로이센 왕국 통계 국장 등을 지냈다. 1875년 벨기에의 근로자 가계를 조사한 결과, 소득이 적은 가정일수록 음식비가 차지하는 비율이 크다는 '엥겔의 법칙'을 발견하였다.
가계비 중에서 음식비가 차지하는 비율을 '엥겔 계수'라 하는데, 문화적인 생활을 하는 데 필요한 최저의 비율은 55%라 한다. 저서로 《인구 통계의 방법》, 《벨기에 노동자 가족의 생활비》등이 있다.